# Apátmarót
Apátmarót (szlovákul: Opatové Moravce) Hontmarót településrésze, korábban önálló falu Szlovákiában, a Besztercebányai kerületben, a Korponai járásban.

## Fekvése
Korponától 20 km-re északnyugatra fekszik.

## Története
1135-ben "Morout" néven említik először. 1285-ben „Marouth”, 1496-ban „Apath Marouth” néven szerepel az írott forrásokban. Kezdetben a Hont-Pázmány nemzetségbeli Lampert ispán birtoka, majd 1135-től a bozóki apátságé. 1269-től a 19. századig a pilisi cisztercita kolostor faluja. 1715-ben 31 adózó háztartása volt. 1828-ban 44 házában 265 lakos élt. Lakói mezőgazdasággal, gyümölcs- és szőlőtermesztéssel foglalkoztak.
Vályi András szerint „MARÓT. Apát Marót, és Házas Marót. Két tót falu Hont Várm. Apát Marótnak földes Ura a’ Religyiói Kintstár, postája is vagyon, amannak pedig földes Urai több urak, lakosai katolikusok, és reformátusok, fekszenek Nádasnak szomszédságában, és annak filiáji, földgyeik közép termékenységűek, Házas Marótnak legelője van elég, szőlő hegye jó, de egyik féle fája sints.”
Fényes Elek szerint „Maróth (Apáth), Moravicz, tót falu, Honth vmegyében, az Ipolyságtól Dévára vivő országutban, 20 kath., 207 ev. lak. Jó föld, rét, legelő. Bortermesztés. F. u. a Cisterciták”
1900-ban a Felvidéki Magyar Közművelődési Egyesület népkönyvtárat adományozott a községnek. A trianoni békeszerződésig Hont vármegye Ipolysági járásához tartozott.

## Népessége
1910-ben 330, túlnyomórészt szlovák lakosa lakosa volt.